# Andreaskruis

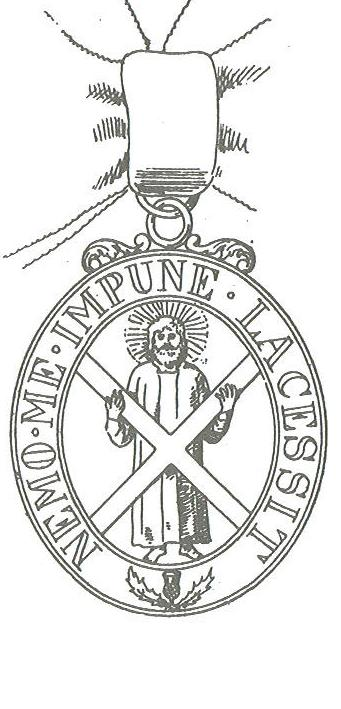
De Heilige Andreas en het andreaskruis in het juweel van de Orde van de Distel

Een andreaskruis, andrieskruis, schuinkruis,  X-kruis of maalkruis is een heraldisch symbool, een kruis dat schuin staat, dus bestaande uit de twee kruisende, diagonale balken.

## Betekenis
Het andreaskruis dankt zijn naam aan de apostel Andreas, die aan een dergelijk kruis zou zijn gekruisigd. Dat wordt beschreven in de handelingen van Andreas.
In de Germaanse symboliek verzinnebeeldde het schuinkruis zoals de Gebo-rune een goddelijke kracht. Deze tekens werden door mensen gebruikt als bescherming tegen het kwade, boze geesten, demonen en onheil. Dit teken is te vinden op muurankers, als bescherming tegen blikseminslag. Tegen de woede van Donar, de West Germaanse god van de donder, ook genaamd Thor. Een duidelijke echo van de oorspronkelijke betekenis ‘bezwering van gevaar’ is nog steeds terug te vinden als gevaarsymbool voor irriterende stoffen en op diverse verkeersborden. Zoals in het kruis  bij een spoorwegovergang, het matrixbord boven de autoweg met een rood kruis, en het vingers kruisen achter op de rug als mensen een leugen willen vertellen.

## Gebruik
Het schuinkruis komt voor op vlaggen en wapens, verkeerstekens, objecten met irriterende stoffen, luiken op oude gebouwen (vaak een schuinkruis in de vorm van een zandloper), op muren als metselteken en op muurankers.

### Wapens en vlaggen
Het andreaskruis staat in drievoud in het wapen van de stad Amsterdam. De gemeenten Amstelveen en Ouder-Amstel hebben variaties hierop met vier, respectievelijk vijf kruisen. Ook de stad Breda en de gemeente Schoten hebben een wapen met drie witte andreaskruisen. Twee boven en één eronder in het midden op een rood schild. Bergen op Zoom heeft een soortgelijk wapen, alleen zijn er bij dit wapen onderaan drie groene bergen. In Zuid-Holland hebben de gemeenten Strijen, Cromstrijen en Hendrik-Ido-Ambacht een wapen met drie andreaskruisen.
In het kruis van de Militaire Willems-Orde is ook een andreaskruis opgenomen. Verder komt het andreaskruis ook voor op de oorlogsvlag ter zee van het Koninkrijk België. Bijgevolg varen de Belgische oorlogsbodems, waaronder het grootste fregat, Louise-Marie, altijd met deze vlag.
Het andreaskruis wordt voorts op verschillende buitenlandse vlaggen gebruikt, bijvoorbeeld de vlag van Schotland, de vlag van de Republiek Winburg-Potchefstroom, de strijdvlag van P.G.T. Beauregard, de vlag van Alabama, de vlag van Jamaica en de vlag van Saint-Patrick.

### Railkruisingen

#### Uitvoering
In Nederland en België geeft een enkelvoudig kruis aan dat een overgang slechts één spoor heeft en een dubbel kruis dat het gaat om twee of méér sporen. In Vlaanderen spreekt men overigens van een Sint Andries-kruis. Niet overal zien de kruisen er hetzelfde uit: in Duitsland en Oostenrijk bijvoorbeeld gebruikt men meestal een verticaal andreaskruis, terwijl het in het Verenigd Koninkrijk juist meestal horizontaal staat. In andere landen is het kruis bijvoorbeeld zwart-geel of wit-zwart gekleurd. In België en Japan past de vorm binnen een vierkant, terwijl de meeste landen een vorm gebruiken die in een rechthoek past. De schuinste vorm van een schuinkruis dus. Vroeger gebruikte België ook die vorm. België en Japan gebruiken een blokken-patroon, terwijl de meeste landen een lijnenpatroon gebruiken. Met name in de Verenigde Staten is er geen patroon, maar staan er wel letters op. In tweetalig Canada is het echter zonder letters. Pakistan gebruikt dezelfde als in Canada.  

#### Locaties

##### Nederland

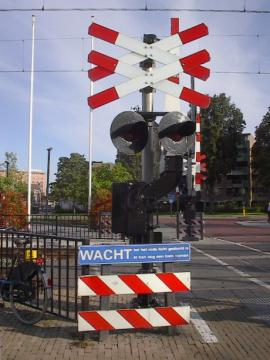
Andreaskruisen bij een spoorwegovergang in Nederland

In Nederland wordt elke spoorwegovergang gemarkeerd met een andreaskruis. Buiten de stad gelegen tramsporen hebben ze ook, zoals op HTM-lijn 1 op de Delftweg en op tramlijn 25 ten zuiden van Amstelveen. In de steden komt het voor in Nieuwegein, IJsselstein, Utrecht (lijn 22), Verder op de museumtramlijn Amsterdam-Amstelveen en in het openluchtmuseum te Arnhem. Ook alle gelijkvloerse kruisingen van de metrolijnen van de RET zijn voorzien van andreaskruizen (en overwegbomen). In de Efteling is het andreaskruis te vinden waar paden het spoor van de Efteling Stoomtrein Maatschappij kruisen.

##### België
Andreaskruisen zijn in gebruik bij de Belgische Kusttram en vroeger op alle NMVB/SNCV-streektramlijnen in gans België. Bij stadslijnen zien we ze bij de Gentse tram, in Zwijndrecht en bij Brussel op tramlijn 44 en 39. In Wallonië zijn er nog andreaskruisen aanwezig op het restant van de SNCV-tramlijn Charleroi - La Louviere in Fontaine-l'Évêque en Anderlues, en op drie museumtramlijnen.

##### Andere landen
Behalve bij spoorwegovergangen komt het andreaskruis internationaal ook voor bij stads- en streektramlijnen, onder andere in Duitsland, Zwitserland, Oostenrijk, Scandinavië, Oost-Europa, Japan, Australië, Italië, Spanje, Frankrijk, Canada, Mexico en de Verenigde Staten. Het wordt in vele landen ook op parkspoorlijntjes gebruikt, zoals in de Efteling en in het Zuiderpark in Den Haag.

### Gevaarlijke kruising
Het andreaskruis wordt in het wegverkeer ook op driehoekige waarschuwingsborden gebruikt om een gevaarlijke kruising aan te duiden. Dit kruis heeft ook de "rechte" vorm, zoals het St. Andrieskruis in België.

### Aanduiding van gevaarlijke stoffen
Het andreaskruis wordt ook als symbool voor irriterende en/of schadelijke stoffen gebruikt. Op de verpakking van onder meer reinigingsmiddelen in poedervorm (bijvoorbeeld soda) staat dan een zwart kruis op een oranje achtergrond. Een stof is irriterend als deze bij aanraking met de huid of slijmvliezen een ontsteking kan veroorzaken.

### Folklore
Volksgebruiken met het schuinkruis zijn: klompen kruislings voor elkaar zetten, vingers kruisen achter de rug, brood met mes zegenen. Zo ook het plaatsen van een bezem schuin tegen gevel. Meester Hendrik Willem Heuvel schreef in Oud-Achterhoeksch Boerenleven (1927) dat zijn buurvrouw, als ze het huis verliet, een bezem schuin tegen de deur plaatste. "Nou könt er gin spöke of dieve in huus kommen." Kruizinga verhaalt nog in 1963 van een oude smid in Nieuwerkerk op Schouwen-Duiveland die vertelde dat hij niet graag muurankers uit handen gaf zonder er eerst de tekens (met de koubeitel op het eind van de schoot) op te hebben aangebracht  "Anders komt er ongeluk over het huis".

### Politiek (België)
Het kruis wordt ook gebruikt om een beheersvorm te beschrijven in België en in het Brussels Hoofdstedelijk Gewest, die de deelname van een taalkundige minderheid verzekert aan de uitoefening van de bestuursmacht in de verschillende overheidsbedrijven en instellingen die onder de voogdij van de regering vallen. Het betekent meer bepaald dat de taalrol van de voorzitter van de raad van bestuur van een dergelijke instelling verschillend moet zijn van de taalrol van de directeur-generaal. Daarnaast moet ook de ondervoorzitter van de raad van bestuur van een andere taalrol zijn dan de voorzitter. En ten slotte moet ook de adjunct-directeur-generaal een andere taalrol hebben dan de directeur-generaal. Deze voorwaarden, die men visueel uitbeeldt door een sint-andrieskruis te tekenen met aan de uiteinden van elke balk ofwel een N, ofwel een F, leidt ertoe dat slechts twee situaties rechtsgeldig zijn:
- een Nederlandstalige voorzitter en adjunct-directeur-generaal, naast een Franstalige ondervoorzitter en directeur-generaal;
- een Franstalige voorzitter en adjunct-directeur-generaal, naast een Nederlandstalige ondervoorzitter en directeur-generaal.

## Afbeeldingen

Runenteken Gebo, vierbenig kruis, schuinkruis of schuin gevierendeeld
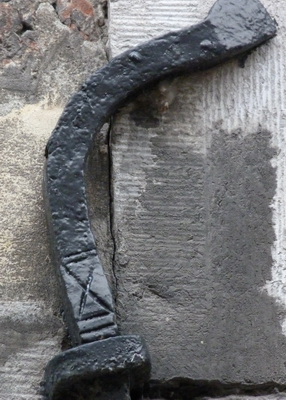
Schuinkruis op smeedijzeren schootanker
Andreaskruis, overweg met enkel spoor (Nederland)
Luik met schuingevierendeeld figuur, lijkend op zandloper. Is een creatieve weergave van het schuinkruis.
Luik met schuinkruis (maalkruis), lijkend op zandloper, met wisselrondje.
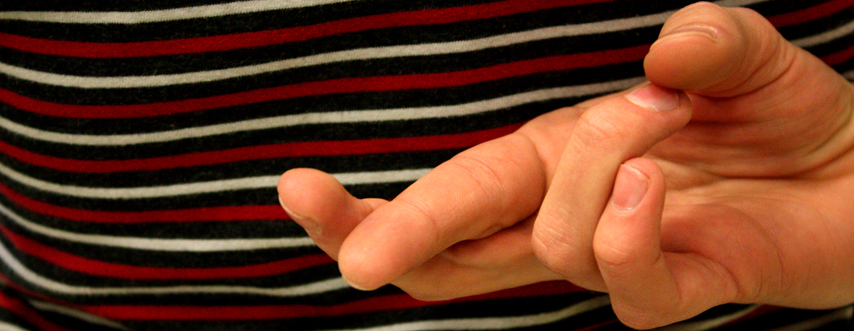
Vingers kruisen achter de rug
Topteken van een speciale markering voor de scheepvaart (gevaar).

### Vlaggen
Hieronder een overzicht van vlaggen met een of meer andreaskruisen:

Vlag van Amsterdam
Vlag van Breda en Schoten
Vlag van Bergen op Zoom
Oude vlag van Ierland, informeel nog gebruikt voor het hele eiland
Vlag van Schotland
Vlag van het Verenigd Koninkrijk met daarin de vlaggen van Ierland en Schotland
Vlag van Jamaica
Bourgondisch kruis, door Spanje ook gebruikt als oorlogsvlag
Vlag van de Russische Marine
Voortrekkersvlag Zuid-Afrika
Oorlogsvlag van de Geconfedereerde Staten van Amerika
Vlag van Rio de Janeiro (stad)

## Op de Maan
- De noordwestelijke rand van de walvlakte Grimaldi op de Maan vertoont tijdens de lokale zonsopkomst een clair-obscur effect dat bekend staat als het Andreaskruis (Saint Andrew's Cross) [2].